# Fontana, California
Fontana este un oraș din California, SUA. Se află la o altitudine de 377 m deasupra nivelului mării. Are o suprafață de 111,418803 km². Populația este de 208.393 locuitori, determinată în 1 aprilie 2020, prin recensământ.